# أندرو بلين
أندرو بلين (بالإنجليزية: Andrew Blain)‏ هو عالم فلك أمريكي، ولد في 1950.